# نووا پیلبیم
نووا پیلبیم (انگلیسی: Nova Pilbeam؛ زادهٔ ۱۵ نوامبر ۱۹۱۹) یک هنرپیشه اهل بریتانیا است.
از فیلم‌ها یا برنامه‌های تلویزیونی که وی در آن نقش داشته است می‌توان به جوان و بی‌گناه، مردی که زیاد می‌دانست اشاره کرد.